# Рейер Венеция
«Рейер Венеция» (итал. S.S.P. Reyer Venezia Mestre) — итальянский баскетбольный клуб из города Венеция. Клуб играет в высшем дивизионе чемпионата Италии. Клуб становился чемпионом Италии 4 раза в 1942, 1943, 2017 и 2019 годах. В клубе также есть женская команда, впервые обе команды сыграли в высшем дивизионе своих чемпионатов в сезоне 2017/2018.

## История
Клуб был основан в 1872 году, как клуб спортивной гимнастики «Костантино Рейер» учителем гимнастики Петером Галло из Венеции. В двух подряд сезонах 1941/1942 и 1942/1943 «Рейер» выигрывал чемпионат Италии. В 1944 году «Рейер» также выиграл первенство страны, но этот титул не был подтверждён итальянской федерацией баскетбола.
В сезоне 1980/1981 клуб, тогда по спонсорским причинам именовавшийся «Каррера Венеция», в Кубке Корача дошёл до финала, где уступил Ховентуту со счётом 104 : 105.
В сезоне 2006/2007 клуб выиграл любительский чемпионат Италии и повысился до второго дивизиона чемпионата Италии. В сезоне 2010/2011 «Рейер Венеция» дошли до финала плей-офф второго дивизиона и снова получили право играть в высшей лиге чемпионата Италии.
В сезоне 2016/2017 «Рейер» впервые с 1944 года вышли в финал лиги. «Рейер» завоевали свой третий титул обыграв в финале клуб «Аквила Баскет Тренто» со счётом 4—2 по матчам. Также в этом сезоне клуб достиг финала четырёх Лиги чемпионов ФИБА, где занял 4 место.
В сезоне 2017/2018 «Рейер» второй раз учувствовал в Лиге чемпионов ФИБА. В группе С клуб набрал одинаковое количество очков с другими тремя клубами, но по дополнительным показателям уступил им всем и занял только 6 место в группе. Это место позволило «Рейеру» играть в Кубке ФИБА Европы со стадии 1/16 финала. «Рейер» в плей-офф по очереди выиграл у «Кёрменда», «Нижнего Новгорода», «Донара», а в финале обыграли в обоих матчах другой итальянский клуб «Феличе Скандоне», тем самым завоевав свой первый европейский трофей.
В сезоне 2018/2019 «Рейер» в четвёртый раз стал чемпионов Италии, в финале в 7 играх обыграв «Динамо Сассари».
16 февраля 2020 года «Рейер» впервые в своей истории выиграли Кубок Италии, обыграв в финале «Бриндизи» со счётом 73 : 67.

## Достижения

### Национальные турниры
Чемпионат Италии
- Чемпион (4): 1941/1942, 1942/1943, 2016/2017, 2018/2019
- Серебряный призёр: 1945/1946

Кубок Италии
- Обладатель: 2020

Суперкубок Италии
- Серебряный призёр (2): 2017, 2019

### Европейские турниры
Кубок Корача
- Серебряный призёр: 1980/1981

Кубок ФИБА Европы
- Обладатель: 2017/2018

## Спонсорские названия
- Ноалекс Венеция: (1966—1970)
- Шплюген Венеция (1970—1973)
- Кэнон Венеция: (1973—1980)
- Каррера Венеция: (1980—1984)
- Джомо Венеция: (1984—1987)
- Хитачи Венеция: (1987—1990)
- Скаини Венеция: (1991—1993)
- Аква Лора Венеция: (1993—1994)
- Сан Бенедетто: (1994—1995)
- Рейер Венеция: (1995—1996)
- Панто Венеция: (1998—2001)
- Аква Пиа Антика Марча: (2005—2006)
- Умана Рейер Венеция: (2006—н. в.)